# ستيفان بيرتشيفيتش
ستيفان بيرتشيفيتش (بالصربية: Стефан Бирчевић) مواليد 13 ديسمبر 1989 في جمهورية صربيا الاشتراكية، هو لاعب كرة سلة صربي. بدأ مسيرته الاحترافية في سنة 2007. يحمل الرقم 14. مثّل منتخب بلاده. شارك في دورة الألعاب الأولمبية الصيفية سنة 2016. حقق المركز الأول في الألعاب الجامعية الصيفية 2011.

## المسيرة الاحترافية
لعب مع نادي رادنيتشكي كراغوييفاتس لكرة السلة من سنة 2011 إلى 2014، ثم لعب مع سي بي إستوديانتس في الدوري الإسباني من سنة 2014 إلى 2016، ثم لعب مع نادي بارتيزان لكرة السلة في سنة 2016.

## سجل المنافسة
شارك في المنافسات التالية:
- كأس العالم لكرة السلة 2014
- الألعاب الأولمبية الصيفية 2016

## الميداليات
| الميدالية | المسابقة                         |
| --------- | -------------------------------- |
| فضية      | الألعاب الأولمبية الصيفية 2016   |
| فضية      | بطولة كأس العالم لكرة السلة 2014 |
| ذهبية     | الألعاب الجامعية الصيفية 2011    |

## روابط خارجية
- ستيفان بيرتشيفيتش على موقع الاتحاد الدولي لكرة السلة (الإنجليزية)
- ستيفان بيرتشيفيتش على موقع الدوري الأوروبي لكرة السلة (الإنجليزية)
- ستيفان بيرتشيفيتش على موقع الدوري الإسباني لكرة السلة (الإسبانية)
- ستيفان بيرتشيفيتش على موقع كرة السلة الأوروبية.كوم (الإنجليزية)
- ستيفان بيرتشيفيتش على موقع ريلجم (الإنجليزية)
- ستيفان بيرتشيفيتش على موقع بروبوليرز (الإنجليزية)
- ستيفان بيرتشيفيتش على موقع سبورتس رفرنس (الإنجليزية)
- ستيفان بيرتشيفيتش على موقع اللجنة الأولمبية الدولية (الإنجليزية)
- ستيفان بيرتشيفيتش على موقع أوليمبيديا (الإنجليزية)
- ستيفان بيرتشيفيتش على موقع اللجنة الأولمبية الصربية (الصربية)